# Крегер Арнольд Даутович
Арнольд Даутович Крегер (рос. Арнольд Даутович Крегер; нар. 22 грудня 1990) — російський футболіст, воротар.

## Життєпис
Футболом почав займатися у петербурзькій спортшколі «Зміна». 2006 року перейшов до спортінтернату московського «Локомотива». 2008 року виступав за дублюючу команду «залізничників». Наступного року грав за ДЮСШ №80 (Москва) у другому дивізіоні аматорського чемпіонату Росії.
У 2011 році перейшов до клубу Другого дивізіону «Карелія» (Петрозаводськ). За підсумками сезону журналісти включили Крегера до символічної збірної зони «Захід». За підсумками першості 2011/12 відбив шість пенальті. Після розформування «Карелії» деякий час грав за фейковий сімферопольський ТСК.
У липні 2016 року уклав контракт із естонським клубом Преміум-ліги «Нарва-Транс». За команду дебютував 8 липня у матчі проти клубу «Калев» (Сілламяе) (0:3).
Влітку 2017 року став гравцем «Кримтеплиці». З кінця 2018 року — гравець аматорського футбольного клубу «Костянтинівське» з Санкт-Петербурга. Влітку 2019 року підписав контракт зі словенським клубом «Триглав».
З 2020 року знову виступає за «Костянтинівське». У січні-лютому 2022 року перебував на перегляді в мурманському аматорському клубі «Північ». Заявлений на Турнір уповноваженого представника президента у Північно-Західному федеральному окрузі.
Учасник петербурзьких змагань з пляжного футболу.